# Duguetia flagellaris
Duguetia flagellaris är en kirimojaväxtart som beskrevs av Huber. Duguetia flagellaris ingår i släktet Duguetia och familjen kirimojaväxter. Inga underarter finns listade i Catalogue of Life.